# Genu recurvatum

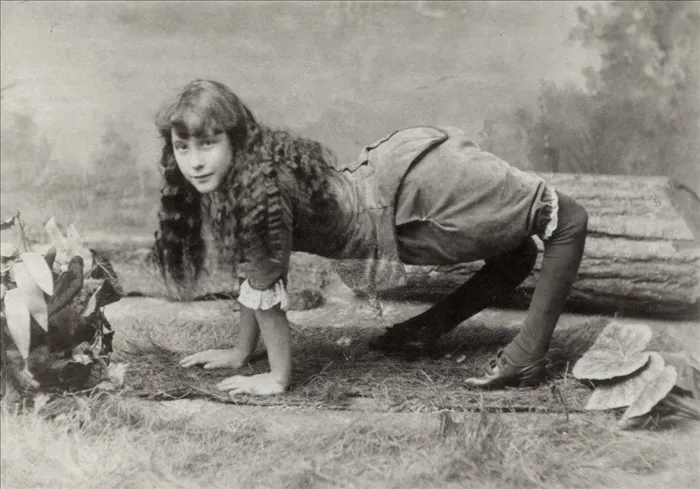
Ella Harper, bekannt als „Das Kamel-Mädchen“

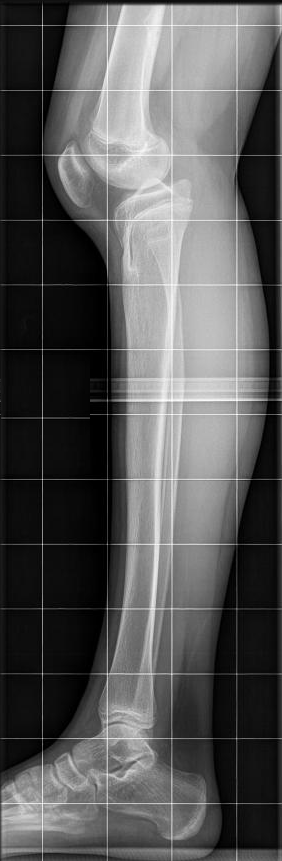
Genu recurvatum vorzeitiger Teilverschluss der Wachstumsfuge, 15 Jahre alt, männlich

Das Genu recurvatum ist ein abnorm überstreckbares Knie. Während gesunde Erwachsene das Knie normalerweise in der Neutral-Null-Methode bis in 0-Stellung strecken können, gilt bei Kindern eine Überstreckbarkeit bis 10° als physiologisch, ab 15° als krankhaft.
Die Erstbeschreibung stammt auf dem Jahre 1928 durch den Frankfurter Arzt Arthur Sanders.

## Vorkommen
Das Genu recurvatum ist selten. Es kann isoliert, zusammen mit weiteren orthopädischen Auffälligkeiten wie Klumpfuß oder Hüftdysplasie oder im Rahmen von Syndromen vorkommen. Die Veränderung kann ein- oder beidseitig auftreten.

## Ursachen
Zugrunde liegt entweder eine angeborene, durch Verletzungen oder durch Lähmungen (z. B. nach Poliomyelitis) verursachte abnorme Lockerheit des Band- und Kapselapparates (Hypermobilität), oder eine Fehlstellung des Tibiaplateaus mit Neigung nach vorne.
Mögliche Ursachen einer Fehlstellung:
- Posttraumatisch nach in Fehlstellung verheilter Fraktur
- Verletzung der Apophyse oder der Epiphysenfuge der Tibia, z. B. beim Morbus Osgood-Schlatter
- Angeboren als Kongenitales Genu recurvatum, z. B. Angeborener Knieluxation, bei der Arthrogryposis multiplex congenita
- Im Rahmen von Skelettdysplasien wie Pseudoachondroplasie oder Skeletterkrankungen wie Osteogenesis imperfecta
- Im Rahmen von Syndromen wie Marfan-Syndrom, Larsen-Syndrom, Loeys-Dietz-Syndrom, Ehlers-Danlos-Syndrom
- Als Folge einer Rachitis
- Als Folge einer Osteomyelitis
- kompensatorisch bei Klumpfuß oder Lähmung des Nervus femoralis

## Klinische Erscheinungen
Als Folge der abnormen Stellung kann es meist erst im Erwachsenenalter zu Knieschmerz und vorzeitiger Abnutzung (Arthrose) kommen.

## Diagnose
Die Fehlstellung kann bereits vorgeburtlich mittels Feinultraschall erkannt werden.
Die Diagnose ergibt sich bei der körperlichen Untersuchung, die Abklärung der Ursache erfolgt durch eine Röntgenaufnahme vorzugsweise belastet (im Stehen).
Normalerweise ist das Tibiaplateau nach dorsal (hinten) um 7–10° geneigt, beim Genu recurvatum ist diese Neigung vermindert, aufgehoben oder nach ventral abgeflacht.

## Differentialdiagnose
Differential-diagnostisch abzugrenzen ist die Angeborene Knieluxation.

## Therapie
Die Behandlung besteht aus Muskelkräftigung oder bei schwereren Veränderungen in einer operativen Achskorrektur.